# Bogota (stad)
Bogota (Spaans: Bogotá, officieel Bogotá, Distrito Capital) is de hoofdstad van Colombia. Volgens de volkstelling van 2018 had de stad 7.387.400 inwoners. De gehele agglomeratie heeft 10,6 miljoen inwoners.

## Geschiedenis
Santa Fe de Bogota is in 1538 gesticht door Gonzalo Jiménez de Quesada, Sebastián de Belalcázar en Nikolaus Federmann. De naam van de stad stamt van Bacatá, een verblijfplaats van de Muisca-indianen. Eigenlijk is Bogota twee keer gesticht; de eerste stichting vond plaats toen Quesada op 6 augustus 1538 met een Heilige Mis twaalf boerderijen in Santafé liet wijden en vervolgens symbolisch gras uit de grond trok en iedereen uitdaagde die zich tegen de stichting zou verzetten. In feite noemde hij de plek toen Nuestra Señora de la Esperanza. De tweede en officiële stichting vond plaats op 27 april 1539 toen Quesada samen met Sebastián de Belalcázar en Nikolaus Federmann aan de voorwaarden van de Spaanse Kroon voldeed door het installeren van een burgemeester en raad, het bepalen van het stratenplan en bouwkavels, en het afbakenen van de Plaza Mayor. Toen kreeg de plek de naam Santafé de Bogotá. Op de plaats waar Bogota in 1538 werd gesticht staat nu de Catedral Primada aan de Plaza de Bolivar.
Tot 1940 groeide de stad langzaam, maar sindsdien trokken veel Colombianen van het land naar de stad op zoek naar meer economische voorspoed. Bogota is nu het belangrijkste centrum van Colombia, zowel politiek en financieel als cultureel. Het is een moderne, voortdurend groeiende wereldstad met in het centrum hoogbouw, omgeven door voorsteden met voornamelijk laagbouw.
Na de moord op de populistische oppositiepoliticus Jorge Eliécer Gaitán in 1948 braken hevige rellen uit waarbij het stadscentrum verwoest werd. Vanaf 1950 trokken gegoede burgers naar het noorden en het westen, waarna hun statige woningen werden omgevormd tot woonkazernes of gewoon in verval raakten. Tegen de jaren 1980 was de wijk El Cartucho de gevaarlijkste in een van de meeste gewelddadige steden van de wereld. Vanaf 1998 ondernam burgemeester Enrique Peñalosa een stadsvernieuwingsprogramma dat door zijn opvolger Antanas Mockus werd voortgezet. Hierbij werden 615 huizen onteigend en duizenden mensen elders gehuisvest. Vanaf 2003 probeerde de overheid middels een huisvestingskas via subsidies en goedkope leningen de bewoners van sloppenwijken aan de rand van de stad betere huisvesting te bezorgen.

## Geografie
De stad beslaat 1.776 km² in een door bergen omgeven hoogvlakte op 2600 m hoogte, de Sabana de Bogota, in de oostelijke bergketens van de Andes. De stad vormt het Hoofdstedelijk District en valt derhalve buiten de departementen van Colombia. Wel is Bogota de hoofdstad van het departement Cundinamarca, waardoor het vrijwel geheel omringd wordt.
Hoewel Bogota vrijwel op de evenaar ligt, is de gemiddelde dagtemperatuur door de hoge ligging slechts 18 graden ('s nachts 9 graden).

## Hoofdstad
Bogota werd in 1717 de hoofdstad van de Spaanse kolonie Nieuw-Granada en ook na de onafhankelijkheid van Spanje bleef het de hoofdstad van het land.
Door zijn ver van zee verwijderde ligging lag het niet direct voor de hand dat deze stad zou uitgroeien tot de hoofdstad van Colombia. De hoogvlakte was echter de woonplaats van de inheemse Muisca, een landbouwgemeenschap, en zij bleken voor de kolonisator een overvloedige bron van arbeidskrachten. Deze economische voorsprong maakte de stad tot hoofdstad van het land.
De stad is zoals vermeld niet alleen hoofdstad van Colombia, maar ook van het departement Cundinamarca, hoewel het daar formeel geen deel van uitmaakt. Cundinamarca is echter het enige departement waarvan de hoofdstad in de nationale grondwet is vastgelegd. Dit betekent dat een verhuizing van de hoofdstad een grondwetswijziging vereist en geen simpel besluit van de provinciale Assemblee.

## Localidades
| Nr. | Localidade         | Inwoners  | Oppervlakte |
| --- | ------------------ | --------- | ----------- |
| 1   | Usaquén            | 503.767   | 65,54 km²   |
| 2   | Chapinero          | 139.701   | 35,78 km²   |
| 3   | Santa Fe           | 109.195   | 44,82 km²   |
| 4   | San Cristóbal      | 402.554   | 48,83 km²   |
| 5   | Usme               | 457.302   | 122,63 km²  |
| 6   | Tunjuelito         | 217.139   | 10,79 km²   |
| 7   | Bosa               | 681.234   | 24,22 km²   |
| 8   | Kennedy            | 1.092.110 | 38,72 km²   |
| 9   | Fontibón           | 395.122   | 33,32 km²   |
| 10  | Engativá           | 891.530   | 36,06 km²   |
| 11  | Suba               | 1.124.692 | 101,07 km²  |
| 12  | Barrios Unidos     | 243.874   | 11,92 km²   |
| 13  | Teusaquillo        | 153.133   | 14,20 km²   |
| 14  | Los Mártires       | 99.423    | 6,53 km²    |
| 15  | Antonio Nariño     | 111.637   | 4,99 km²    |
| 16  | Puente Aranda      | 257.242   | 17,24 km²   |
| 17  | La Candelaria      | 24.088    | 1,83 km²    |
| 18  | Rafael Uribe Uribe | 374.246   | 13,44 km²   |
| 19  | Ciudad Bolívar     | 733.859   | 130,00 km²  |
| 20  | Sumapaz            | 6.529     | 780,96 km²  |

| Detailkaart |
| ----------- |
|             |
| Localidades |
|             |
| Localidades |

## La Candelaria
La Candelaria is het oudste deel van de stad en gaat terug tot de 16de eeuw. Het is de omgeving van de Plaza de Bolívar begrensd door Carrera 10 in het westen, Carrera 1 in het oosten, Calle 7 in het zuiden en Avenida Jiménez in het noorden. La Candelaria is een levendige wijk, vol herinneringen aan de Spaanse koloniale ambities en bevolkt door studenten, ambtenaren, toeristen en generatiebewoners.
Het Capitolio Nacional op de Plaza de Bolívar is het voormalige paleis van de onderkoning, ontworpen in 1847 door de Deense architect Thomas Reed en thans zetel van het parlement. De neoclassicistische Catedral Primada werd in 1823 gebouwd op de plaats van de eerste misviering in Bogotá. Ze is ontworpen door de Spaanse architect en Kapucijnermonnik Domingo de Petrés. De Iglesia de Santa Clara, gebouwd van 1619 tot 1630, huisvestte aanvankelijk de zusters Clarissen; sinds 1968 is het een museum voor religieuze kunst en een concertzaal. Het goudmuseum bezit de grootste collectie van precolumbiaanse gouden voorwerpen in Latijns-Amerika, bestaande uit meer dan 33.000 stukken van alle culturen.

## Vervoer
Bogota is via de internationale luchthaven Eldorado en de Pan-American Highway verbonden met andere grote centra. Hoewel de stad een uitgebreid netwerk van doorgaande wegen heeft is verkeerscongestie een van de grote problemen. Bogota past daarom een restrictief autobeleid toe: bij toerbeurt is het aan auto's met bepaalde nummerborden verboden te rijden tijdens de spitsuren.

Het huidige openbaar vervoer, taxi's en bussen in alle soorten en maten, was niet in staat om een oplossing te bieden voor het congestie- en transportvraagstuk van de stad. Sinds enkele jaren bouwt Bogota daarom aan Transmilenio, en sinds 2020 aan een metrolijn.

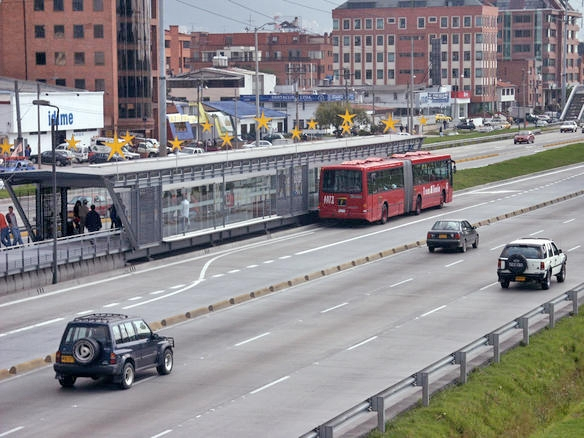
Transmilenio-bus bij een station

### Transmilenio
Transmilenio is sinds 2000 het hoogwaardig bussysteem (bus rapid transit) van Bogota met een speciaal daarvoor aangelegd netwerk van afgesloten busbanen. Transmilenio kan qua organisatie het best worden vergeleken met een metro, ware het niet dat het bovengronds is en gebruik maakt van gelede bussen met dieselmotoren. Het netwerk van de Transmilenio wordt voortdurend uitgebreid.
Alhoewel het een verbetering was met de situatie voor Transmilenio, zijn er problemen met zware overbezetting op de bussen en wachttijden. In 2016 was 86% van de gebruikers ontevreden over Transmilenio, wat leidde tot protesten, blokkeringen van de busbanen door gebruikers en rellen.

### Metro
In oktober 2020 is na decennia plannen de aanleg van een eerste, verhoogde metrolijn in Bogotá gestart, die af moet zijn in 2028. Reden voor de bouw is dat het busvervoer van Transmilenio het ontbreken van spoorvervoer (metro, tram) in een wereldstad als Bogota niet kan goedmaken.
In december 2020 kondigde het stadsbestuur een tweede metrolijn aan.

### Straten
De straten van Bogotá hebben een schaakbordpatroon: de straten in noord-zuidrichting, dus ongeveer evenwijdig met de bergruggen, heten carreras; haaks daarop liggen de straten in oost-westrichting, dus loodrecht op de bergen, genaamd calles. Carreras en calles hebben over het algemeen geen naam, maar een nummer. Carreras zijn oplopend genummerd van zuid naar noord; calles nummeren van oost naar west. De huisnummering is daarop gebaseerd. Een huisadres als calle 42 # 15-34 betekent dat het huis is gelegen in calle 42, 34 meter verwijderd van de hoek met carrera 15 (in de richting van carrera 16).
Er zijn ook straten die schuin lopen ten opzichte van de carrerras en calles, en diagonales of transversales worden genoemd.

## Universiteiten
Bogota telt meer dan 100 instellingen voor hoger onderwijs. De oudste universiteit van Colombia is de Sint-Thomasuniversiteit (Universidad Santo Tomás) te Bogota, in 1580 gesticht door de dominicanen. De oudste universiteit van Latijs-Amerika bevindt zich niet in Colombia, maar in Lima (Peru). Andere universiteiten in Bogota die uit de koloniale tijd dateren, zijn de Pontificale Xaveriusuniversiteit (Pontificia Universidad Javeriana) en de Sint-Nicolaasuniversiteit.

## Sport en recreatie

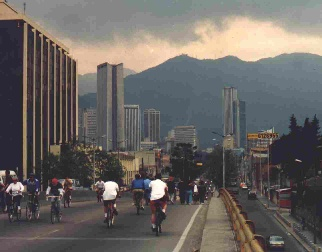
Ciclovía in Bogota, 1999

Een van de bekendste stadions in de stad is het Estadio El Campín, dat officieel luistert naar de naam Estadio Nemesio Camacho en in 1938 werd opgeleverd. Het is de thuishaven van voetbalclubs Independiente Santa Fe en Millonarios, en ook de nationale ploeg van Colombia speelt hier geregeld interlandwedstrijden. De maximumcapaciteit van het stadion bedroeg 62.500 toeschouwers in 1968.
Jaarlijks wordt de halve marathon van Bogota gehouden in juli of augustus. Deze wedstrijd heeft de hoogste status in Zuid-Amerika van de Internationale Atletiekfederatie. In 2009 kwamen meer dan 45.000 lopers aan de finish.
Elke zondag van 7:00-14:00 wordt een deel van de straten afgesloten om het voor fietsers, skaters en wandelaars mogelijk te maken te recreëren in de stad. Dit wordt Ciclovía genoemd.

## Stedenbanden
- Buenos Aires (Argentinië), sinds 1986
- Miami (Verenigde Staten)
- Quito (Ecuador)
- Seoel (Zuid-Korea), sinds 1982